# Xã Split Rock, Quận Carlton, Minnesota
Xã Split Rock (tiếng Anh: Split Rock Township) là một xã thuộc quận Carlton, tiểu bang Minnesota, Hoa Kỳ. Năm 2010, dân số của xã này là 166 người.